# پروانه کرچک معمولی
پروانه کرچک معمولی (نام علمی: Ariadne merione) نام یک گونه از سرده پروانه کرچک است.